# League Cup 1972/73
Der League Cup 1972/73 war die 13. Austragung des Football League Cup (meist nur als League Cup bekannt).
Am Pokalwettbewerb, der am 16. August 1972 für die 92 englischen Spitzenvereine begann, nahmen zum dritten Mal alle Mannschaften teil und wurde in den ersten fünf Runden im K.-o.-System über eine Partie und im Halbfinale über Hin- und Rückspiel entschieden. Das Finale, das am 3. März 1973 in nur einem Spiel im neutralen Wembley-Stadion ausgetragen wurde, entschied der Erstligist Tottenham Hotspur mit 1:0 für sich. Unterlegener Finalist war Norwich City.

## Wettbewerb

### Erste Runde
Zur ersten Runde traten die Vereine an, die in der Vorsaison 1971/72 die 56 schwächsten Platzierungen in der Gesamttabelle aller vier Profiligen belegt haben. Anders gesprochen hatten die besten 36 Mannschaften im englischen Profiligasystem in der ersten Runde ein Freilos.
| Datum           |                        | Ergebnis |                     |
| --------------- | ---------------------- | -------- | ------------------- |
| 16. August 1972 | Aston Villa            | 4:1      | Hereford United     |
| 16. August 1972 | FC Barnsley            | 0:0      | Grimsby Town        |
| 16. August 1972 | Blackburn Rovers       | 0:1      | AFC Rochdale        |
| 16. August 1972 | Bolton Wanderers       | 3:0      | Oldham Athletic     |
| 16. August 1972 | Bradford City          | 1:1      | Stockport County    |
| 16. August 1972 | FC Brentford           | 1:0      | Cambridge United    |
| 16. August 1972 | Brighton & Hove Albion | 2:1      | Exeter City         |
| 16. August 1972 | Cardiff City           | 2:2      | Bristol Rovers      |
| 16. August 1972 | Chester City           | 4:3      | Shrewsbury Town     |
| 16. August 1972 | FC Darlington          | 0:1      | Rotherham United    |
| 16. August 1972 | FC Gillingham          | 1:0      | Colchester United   |
| 16. August 1972 | Halifax Town           | 1:2      | FC Bury             |
| 16. August 1972 | Hartlepool United      | 1:0      | Doncaster Rovers    |
| 16. August 1972 | Leyton Orient          | 2:0      | FC Watford          |
| 16. August 1972 | Mansfield Town         | 3:1      | Lincoln City        |
| 16. August 1972 | Northampton Town       | 0:3      | Charlton Athletic   |
| 16. August 1972 | Notts County           | 3:1      | York City           |
| 16. August 1972 | Oxford United          | 4:0      | Peterborough United |
| 16. August 1972 | Plymouth Argyle        | 0:2      | AFC Bournemouth     |
| 16. August 1972 | FC Reading             | 1:1      | FC Fulham           |
| 16. August 1972 | Scunthorpe United      | 0:0      | FC Chesterfield     |
| 16. August 1972 | Southend United        | 2:1      | FC Aldershot        |
| 16. August 1972 | FC Southport           | 4:1      | FC Walsall          |
| 16. August 1972 | Swansea City           | 1:1      | AFC Newport County  |
| 16. August 1972 | Torquay United         | 1:2      | FC Portsmouth       |
| 16. August 1972 | Tranmere Rovers        | 0:1      | Port Vale           |
| 16. August 1972 | AFC Workington         | 1:0      | Preston North End   |
| 16. August 1972 | AFC Wrexham            | 4:0      | Crewe Alexandra     |

#### Wiederholungsspiele
| Datum           |                        | Ergebnis  |                   |
| --------------- | ---------------------- | --------- | ----------------- |
| 21. August 1972 | Stockport County n. V. | 1:1       | Bradford City     |
| 22. August 1972 | Bristol Rovers         | 3:1       | Cardiff City      |
| 22. August 1972 | Grimsby Town           | 2:0       | FC Barnsley       |
| 22. August 1972 | AFC Newport County     | 3:0       | Swansea City      |
| 23. August 1972 | FC Chesterfield        | 5:0       | Scunthorpe United |
| 23. August 1972 | FC Fulham              | 1:1 n. V. | FC Reading        |
| 28. August 1972 | Bradford City          | 0:2       | Stockport County  |
| 28. August 1972 | FC Reading             | 0:1       | FC Fulham         |

### Zweite Runde
Aus den beiden oberen Spielklassen gesellten sich nun die verbliebenen 36 Mannschaften hinzu.
| Datum             |                         | Ergebnis |                        |
| ----------------- | ----------------------- | -------- | ---------------------- |
| 5. September 1972 | FC Arsenal              | 1:0      | FC Everton             |
| 5. September 1972 | Birmingham City         | 1:1      | Luton Town             |
| 5. September 1972 | AFC Bournemouth         | 0:0      | FC Blackpool           |
| 5. September 1972 | Bristol Rovers          | 4:0      | Brighton & Hove Albion |
| 5. September 1972 | FC Bury                 | 1:0      | Grimsby Town           |
| 5. September 1972 | Carlisle United         | 1:1      | FC Liverpool           |
| 5. September 1972 | Charlton Athletic       | 4:3      | Mansfield Town         |
| 5. September 1972 | Coventry City           | 1:0      | Hartlepool United      |
| 5. September 1972 | Crystal Palace          | 0:1      | Stockport County       |
| 5. September 1972 | FC Gillingham           | 0:2      | FC Millwall            |
| 5. September 1972 | Hull City               | 1:0      | FC Fulham              |
| 5. September 1972 | Manchester City         | 4:0      | AFC Rochdale           |
| 5. September 1972 | FC Middlesbrough        | 2:0      | AFC Wrexham            |
| 5. September 1972 | AFC Newport County      | 0:3      | Ipswich Town           |
| 5. September 1972 | Norwich City            | 2:1      | Leicester City         |
| 5. September 1972 | Nottingham Forest       | 0:1      | Aston Villa            |
| 5. September 1972 | Notts County            | 3:2      | FC Southport           |
| 5. September 1972 | Port Vale               | 1:3      | Newcastle United       |
| 5. September 1972 | FC Portsmouth           | 0:1      | FC Chesterfield        |
| 5. September 1972 | Rotherham United        | 2:0      | FC Brentford           |
| 5. September 1972 | Sheffield Wednesday     | 2:0      | Bolton Wanderers       |
| 5. September 1972 | FC Southampton          | 0:0      | Chester City           |
| 5. September 1972 | Stoke City              | 3:0      | AFC Sunderland         |
| 5. September 1972 | Swindon Town            | 0:1      | Derby County           |
| 5. September 1972 | Tottenham Hotspur       | 2:1      | Huddersfield Town      |
| 5. September 1972 | West Bromwich Albion    | 2:1      | Queens Park Rangers    |
| 5. September 1972 | West Ham United         | 2:1      | Bristol City           |
| 5. September 1972 | Wolverhampton Wanderers | 2:1      | Leyton Orient          |
| 5. September 1972 | AFC Workington          | 0:1      | Sheffield United       |
| 6. September 1972 | Leeds United            | 4:0      | FC Burnley             |
| 6. September 1972 | Oxford United           | 2:2      | Manchester United      |
| 6. September 1972 | Southend United         | 0:1      | FC Chelsea             |

#### Wiederholungsspiele
| Datum              |                   | Ergebnis  |                 |
| ------------------ | ----------------- | --------- | --------------- |
| 11. September 1972 | FC Blackpool      | 1:1 n. V. | AFC Bournemouth |
| 12. September 1972 | Manchester United | 3:1       | Oxford United   |
| 13. September 1972 | Chester City      | 2:2 n. V. | Southampton     |
| 13. September 1972 | Luton Town        | 1:1 n. V. | Birmingham City |
| 18. September 1972 | AFC Bournemouth   | 1:2       | FC Blackpool    |
| 19. September 1972 | Birmingham City   | 1:0       | Luton Town      |
| 19. September 1972 | FC Liverpool      | 5:1       | Carlisle United |
| 20. September 1972 | FC Southampton    | 2:0       | Chester City    |

### Dritte Runde
| Datum           |                         | Ergebnis |                     |
| --------------- | ----------------------- | -------- | ------------------- |
| 3. Oktober 1972 | FC Arsenal              | 5:0      | Rotherham United    |
| 3. Oktober 1972 | Birmingham City         | 2:1      | Coventry City       |
| 3. Oktober 1972 | Bristol Rovers          | 1:1      | Manchester United   |
| 3. Oktober 1972 | FC Bury                 | 2:0      | Manchester City     |
| 3. Oktober 1972 | Hull City               | 1:2      | Norwich City        |
| 3. Oktober 1972 | Ipswich Town            | 1:2      | Stoke City          |
| 3. Oktober 1972 | FC Middlesbrough        | 1:1      | Tottenham Hotspur   |
| 3. Oktober 1972 | FC Millwall             | 2:0      | FC Chesterfield     |
| 3. Oktober 1972 | Newcastle United        | 0:3      | FC Blackpool        |
| 3. Oktober 1972 | Sheffield United        | 0:0      | Charlton Athletic   |
| 3. Oktober 1972 | FC Southampton          | 1:3      | Notts County        |
| 3. Oktober 1972 | Stockport County        | 2:1      | West Ham United     |
| 3. Oktober 1972 | West Bromwich Albion    | 1:1      | FC Liverpool        |
| 3. Oktober 1972 | Wolverhampton Wanderers | 3:1      | Sheffield Wednesday |
| 4. Oktober 1972 | Aston Villa             | 1:1      | Leeds United        |
| 4. Oktober 1972 | Derby County            | 0:0      | FC Chelsea          |

#### Wiederholungsspiele
| Datum            |                   | Ergebnis  |                      |
| ---------------- | ----------------- | --------- | -------------------- |
| 9. Oktober 1972  | FC Chelsea        | 3:2       | Derby County         |
| 10. Oktober 1972 | Charlton Athletic | 2:2 n. V. | Sheffield United     |
| 10. Oktober 1972 | FC Liverpool      | 2:1 n. V. | West Bromwich Albion |
| 11. Oktober 1972 | Leeds United      | 2:0       | Aston Villa          |
| 11. Oktober 1972 | Manchester United | 1:2       | Bristol Rovers       |
| 11. Oktober 1972 | Tottenham Hotspur | 0:0 n. V. | FC Middlesbrough     |
| 23. Oktober 1972 | Sheffield United  | 1:0 n. V. | Charlton Athletic    |
| 30. Oktober 1972 | FC Middlesbrough  | 1:2 n. V. | Tottenham Hotspur    |

### Vierte Runde
| Datum            |                         | Ergebnis |                 |
| ---------------- | ----------------------- | -------- | --------------- |
| 31. Oktober 1972 | FC Blackpool            | 2:0      | Birmingham City |
| 31. Oktober 1972 | FC Bury                 | 0:1      | FC Chelsea      |
| 31. Oktober 1972 | FC Liverpool            | 2:2      | Leeds United    |
| 31. Oktober 1972 | Notts County            | 3:1      | Stoke City      |
| 31. Oktober 1972 | Sheffield United        | 1:2      | FC Arsenal      |
| 31. Oktober 1972 | Stockport County        | 1:5      | Norwich City    |
| 31. Oktober 1972 | Tottenham Hotspur       | 2:0      | FC Millwall     |
| 31. Oktober 1972 | Wolverhampton Wanderers | 4:0      | Bristol Rovers  |

#### Wiederholungsspiel
| Datum             |              | Ergebnis |              |
| ----------------- | ------------ | -------- | ------------ |
| 22. November 1972 | Leeds United | 0:1      | FC Liverpool |

### Viertelfinale
| Datum             |                         | Ergebnis |                   |
| ----------------- | ----------------------- | -------- | ----------------- |
| 21. November 1972 | FC Arsenal              | 0:3      | Norwich City      |
| 21. November 1972 | Wolverhampton Wanderers | 1:1      | FC Blackpool      |
| 22. November 1972 | FC Chelsea              | 3:1      | Notts County      |
| 4. Dezember 1972  | FC Liverpool            | 1:1      | Tottenham Hotspur |

#### Wiederholungsspiele
| Datum             |                   | Ergebnis |                         |
| ----------------- | ----------------- | -------- | ----------------------- |
| 28. November 1972 | Tottenham Hotspur | 3:1      | FC Liverpool            |
| 6. Dezember 1972  | FC Blackpool      | 0:1      | Wolverhampton Wanderers |

### Halbfinale
Die Hinspiele wurden am 13. Dezember 1972 und am 20. Dezember 1972, die Rückspiele am 3. Januar 1973 und 30. Dezember 1972 ausgetragen.
|                         | Gesamt |                   | Hinspiel | Rückspiel |
| ----------------------- | ------ | ----------------- | -------- | --------- |
| FC Chelsea              | 0:3    | Norwich City      | 0:2      | 0:1       |
| Wolverhampton Wanderers | 3:4    | Tottenham Hotspur | 1:2      | 2:2 n. V. |

### Finale
| Tottenham Hotspur                                 | Tottenham Hotspur | Norwich City | Norwich City |
| ------------------------------------------------- | --- | --- | ------------ |
| Tottenham Hotspur                                 | \| Finale \| \| Samstag, 3. März 1973 in London (Wembley-Stadion) \| \| Ergebnis: 1:0 (0:0) \| \| Zuschauer: 100.000 \| \| Schiedsrichter: David Smith \| \| Spielbericht \|                            | \| Finale \| \| Samstag, 3. März 1973 in London (Wembley-Stadion) \| \| Ergebnis: 1:0 (0:0) \| \| Zuschauer: 100.000 \| \| Schiedsrichter: David Smith \| \| Spielbericht \|                           | Norwich City |
| Tottenham Hotspur                                 | Pat Jennings, Joe Kinnear, Cyril Knowles, John Pratt (Ralph Coates/25.), Mike England, Phil Beal, Alan Gilzean, Steve Perryman, Martin Chivers, Martin Peters, Jimmy Pearce Cheftrainer: Bill Nicholson | Kevin Keelan, Clive Payne, Geoff Butler, Dave Stringer, Duncan Forbes, Max Briggs, Doug Livermore, Jim Blair (Trevor Howard/82.), David Cross, Graham Paddon, Terry Anderson Cheftrainer: Ron Saunders | Norwich City |
| Tottenham Hotspur                                 | 1:0 Ralph Coates (72.) | | Norwich City |
| Finale                                            | | |              |
| Samstag, 3. März 1973 in London (Wembley-Stadion) | | |              |
| Ergebnis: 1:0 (0:0)                               | | |              |
| Zuschauer: 100.000                                | | |              |
| Schiedsrichter: David Smith                       | | |              |
| Spielbericht                                      | | |              |